# Griesson – de Beukelaer
Die Griesson – de Beukelaer GmbH & Co. KG (GdB) mit Sitz in Polch (Rheinland-Pfalz) ist ein Gebäckhersteller im europäischen Markt für Süß- und Salzgebäck. Zum Sortiment, das das Familienunternehmen an drei deutschen Standorten herstellt, zählen Markenprodukte und Handelsmarken.

## Geschichte

### De Beukelaer

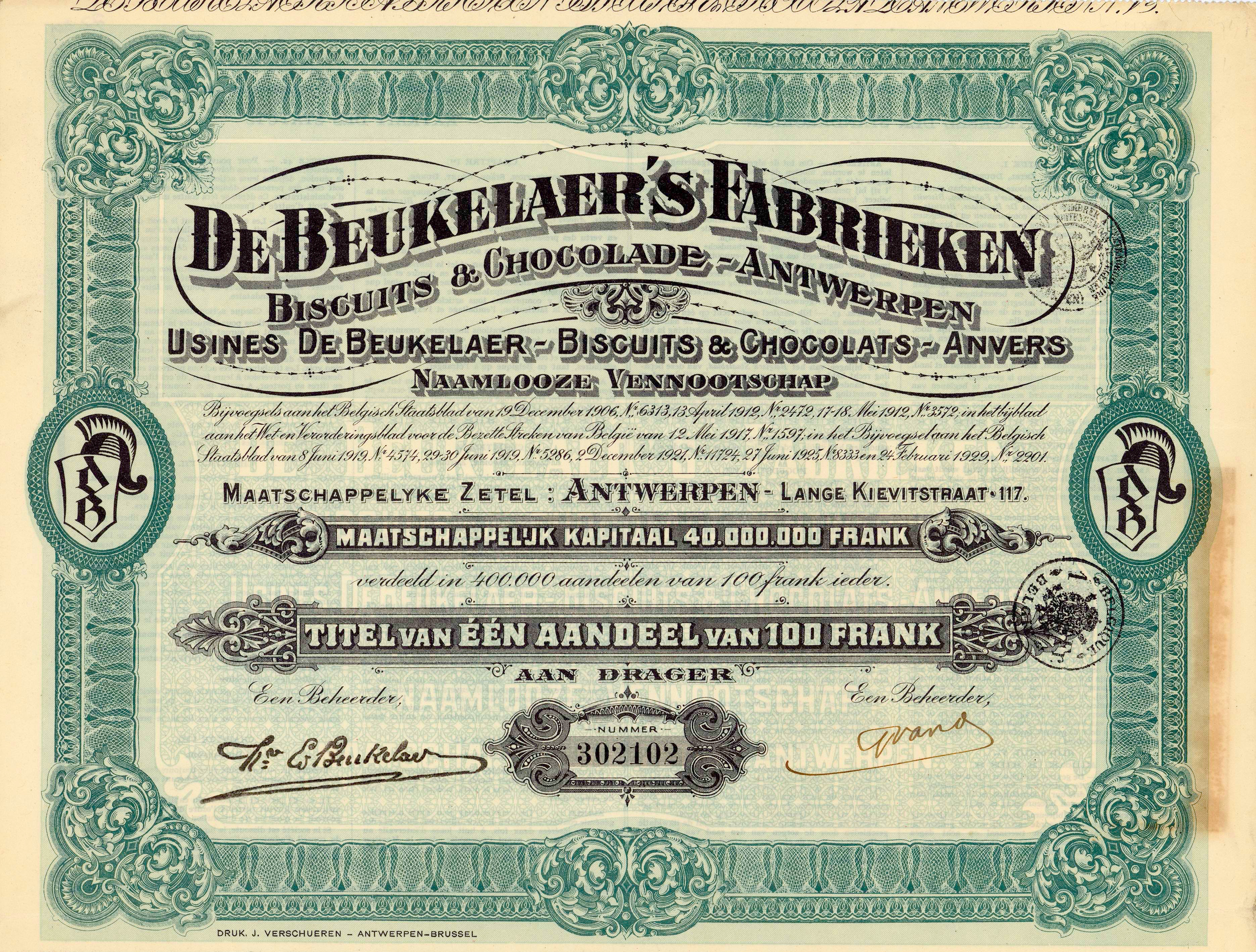
Anteil über 100 Francs der De Beukelaer‘s Fabrieken vom 24. Februar 1929

1850 begann Edouard de Beukelaer mit der Keksherstellung. 1870 eröffnete er seine erste Keksfabrik in Antwerpen (Belgien) und erfand den Doppelkeks. Er gab ihm zu Ehren des belgischen Königs Leopold II den Namen Le Petit Prince fourré (Der kleine gefüllte Prinz); der König hatte zwar bereits 1865, also vor fünf Jahren, den Thron bestiegen, vorher war er allerdings dreißig Jahre lang Thronfolger und wurde daher als „Der Prinz von Belgien“ (Le Prince de Belgique) betitelt.
Auf der Antwerpener Weltausstellung im Jahr 1894 war De Beukelaer erstmals mit einem Stand vertreten. Sechs Jahre später wurde das Unternehmen eine Aktiengesellschaft.
Der Sohn des Unternehmensgründers errichtete 1955 in Kempen am Niederrhein die Flämische Keksfabrik E. de Beukelaer. Hier wurde seither, bis zur Schließung des Werkes 2020, der Doppelkeks hergestellt, der 1964 den Markennamen Prinzen Rolle erhielt.
Die seit langem bestehenden Verbindungen der drei großen belgischen Keksfabriken De Beukelaer, Parein und Victoria führten 1965 zu einer Fusion, es entstand die General Biscuit Company. Sie gehörte mit Werken in Belgien, Deutschland, Großbritannien, Italien und Demokratische Republik Kongo zu den größten Belgiens. 1986 kam sie in den Besitz von BSN-Gervais-Danone, die später im Danone-Konzern aufging.

### Griesson
1892 gründete Anton Gottlieb Gries in der Peterstraße in Kobern an der Mosel eine Bäckerei. Zuvor hatte er eine Lehre in Nürnberg absolviert. Hans Gries trat 1918 mit seinem Bruder Anton in den väterlichen Betrieb ein. Dieser firmierte fortan als G.A. Gries & Söhne. 1924 gründete Hans Gries das Unternehmen Griesson. 1928 eröffnete er seine eigene Lebkuchen-Fabrik in Kobern. 1938 wurden erstmals Maschinen eingesetzt, um den Teig zu plätten und in Formen zu drücken.
Nach dem Tod von Hans Gries übernahm mit seinem Sohn Heinz Gries 1966 die dritte Generation die Führung. 1969 eröffnete er in Polch eine neue Fabrik. 1979, zwei Jahre nachdem Griesson den Soft Cake herausgebracht hatte, zog die Unternehmenszentrale von Kobern nach Polch. Im ersten Jahrzehnt unter der Regie von Heinz Gries entwickelte das Unternehmen zudem ein Ganzjahressortiment und beendete damit die Abhängigkeit vom Saisongeschäft mit Lebkuchen.
1993 entstand ein Werk in Kahla, Thüringen. Mit 50 Prozent beteiligte sich Griesson 1997 zudem an Tekrum (Ravensburg).

### Griesson – de Beukelaer
1998 stieg Andreas Land bei Griesson ein. Neben Heinz Gries fungierte er als Geschäftsführer, zugleich erwarb er fünf Prozent der Unternehmensanteile. Am 1. März 1999 fusionierte Griesson mit einem Teil des Danone-Konzerns, der Gebäcksparte General Biscuit Deutschland und General Biscuit Österreich (De Beukelaer), zur Griesson -  de Beukelaer GmbH & Co. KG. Heinz Gries und Andreas Land hielten zunächst 60 % der Gesellschaftsanteile, Danone 40 %. Das neue Unternehmen führte von jetzt an die Marke Griesson sowie die von Danone eingebrachten Marken wie De Beukelaer, Prinzen Rolle und Leicht&Cross.
In den darauffolgenden Jahren wurde das Unternehmen erweitert. Darunter fielen 2002 der fortgesetzte Ausbau des Werkes Polch – von 1969 bis 2004 erlebte es 30 Ausbaustufen – und 2004 die Inbetriebnahme eines Logistikzentrums in Koblenz. Griesson – de Beukelaer übernahm rückwirkend zum 1. Januar 2005 die restlichen Unternehmensanteile (50 %) von Tekrum. Ein Jahr später stieg das Unternehmen in das Lizenzgeschäft mit der Mövenpick Holding AG ein; Griesson – de Beukelaer nutzte diese Lizenzen bis 2012. 2007 erwarben Heinz Gries und Andreas Land die restlichen 40 Prozent am Unternehmen. Im März des folgenden Jahres übernahm Griesson - de Beukelaer die Wurzener Dauerbackwaren GmbH (Wurzen) von Stollwerck (Köln).
Heinz Gries schied zum Jahreswechsel 2008/2009 als Geschäftsführer des Unternehmens aus. 2012 überschritt der Umsatz des Unternehmens erstmals die Schwelle von einer halben Milliarde Euro (508 Mio. Euro), rund 45 Prozent davon wurden im Ausland erwirtschaftet. 2014 brachte Heinz Gries seine Mehrheitsbeteiligung am Familienunternehmen in eine von ihm gegründete Familienstiftung ein (Gottlieb Anton-Stiftung).
Mit Wirkung zum 1. Januar 2017 wurde das Werk in Ravensburg an das Schweizer Unternehmen Kambly verkauft.
Das Unternehmen gehörte zu einem Arbeitskreis der „Konditionenvereinigung“ der Deutschen Süßwarenindustrie, gegen den das Bundeskartellamt 2013 Bußgelder wegen kartellrechtswidrigem Informationsaustausch verhängte. Der Einspruch der Mitglieder dieses sogenannten Süßwarenkartells wurde abgewiesen, das Oberlandesgericht Düsseldorf bestätigte die Kartellverstöße und erhöhte die Bußgelder, bei Griesson – de Beukelaer auf sieben Millionen Euro. Mit Beschluss vom 21. Juni 2019 hob der Kartellsenat des Bundesgerichtshofs das Urteil wegen lückenhafter Beweiswürdigung allerdings auf und verwies es an einen anderen Kartellsenat des Oberlandesgerichts Düsseldorf zurück. 2023 akzeptierte Griesson – de Beukelaer nach Absprache mit dem OLG Düsseldorf ein Bußgeld von drei Millionen Euro.
Am 16. November 2018 gab das Unternehmen bekannt, das seit 1955 bestehende Werk in Kempen mit rund 270 Mitarbeitern bis 2020 zu schließen und die Produktion u. a. der Prinzen Rolle komplett zum Standort in Kahla in Thüringen auszulagern. Hintergrund sind fehlende Expansionsmöglichkeiten am Kempener Standort. 2023 eröffnete das Unternehmen in der Fabrik in Kahla eine neue Halle, welche rund 140 Millionen Euro gekostet hat.
Nachdem im Oktober 2020 der CEO Andreas Nickering das Unternehmen verlassen hatte, war die Position zunächst acht Monate lang unbesetzt, bis Lars Engel sie bis März 2022 übernahm. Ab Oktober 2022 leiteten Werner Stegmüller und Dany Schmidt dann als Doppelspitze das Unternehmen, bis Stegmüller im Januar 2023 zu KME wechselte. Im März 2023 wurde Pascal Haegel Kaufmännischer Geschäftsführer.

## Gegenwart

### Marken
Neben der Herstellung von Handelsware stellt das Unternehmen Produkte unter den folgenden  Marken her (Stand: Dezember 2024):
- Griesson
- De Beukelaer
- Prinzen Rolle (im Besitz von Mondelēz International)[38]
- Leicht&Cross
- Cereola

### Standorte

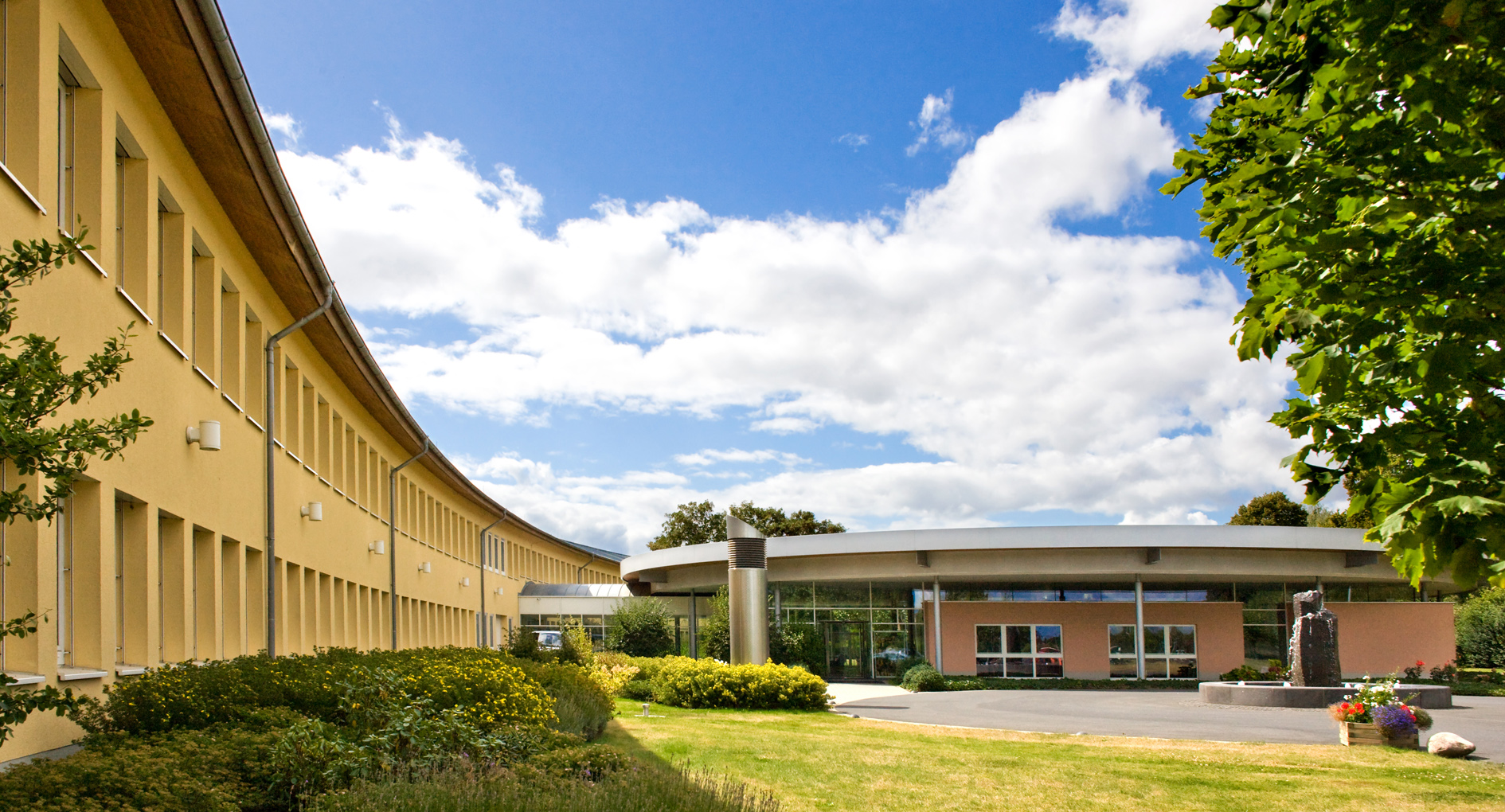
Verwaltung von Griesson – de Beukelaer in Polch

Der Sitz des Unternehmens ist in Polch, seit 1969 Produktionsstandort. Auch in Kahla und Wurzen werden die Gebäckwaren hergestellt. In Koblenz findet sich der zentrale Logistikstandort, in Wien darüber hinaus eine Vertriebsniederlassung. Der ehemalige Standort in Kempen wurde 2020 aufgegeben und die Produktion der „Prinzen Rolle“ wurde komplett nach Kahla verlagert.

### Führung und Personal
Dany Schmidt (Marketing, Vertrieb und Innovation), Pascal Haegel (Kaufmännisches) und Michael Robbers (Produktion und Technik) bilden die Geschäftsführung. Im März 2023 gab das Unternehmen die Zahl seiner Mitarbeiter mit 1800 an. Die Zahl der Auszubildenden lag im August 2022 bei 72.

### Eigentumsverhältnisse
Die Gottlieb Anton-Stiftung hält nunmehr 94 Prozent der Anteile am Unternehmen. Sie wurde von Heinz Gries im Jahr 2014 errichtet. Die Gründe für diesen Schritt waren nach Heinz Gries die Absicherung seiner Familie und der Erhalt des Unternehmens. Die Stiftung wird durch den Stiftungsrat geleitet.

### Auszeichnungen
Das Unternehmen wurde vielfach geehrt. Zu den Auszeichnungen zählen:
- Gesundheitspreis 2007 der AOK Rheinland/Hamburg für die Gesundheitsförderung im Werk Kempen[45]
- Das Goldene Ei, Auszeichnung der Tierschutzorganisation Compassion in World Farming (2009)[46]
- Goldener Zuckerhut der Lebensmittel Zeitung für Heinz Gries (2009)[47]
- Familienunternehmer des Jahres 2011, Auszeichnung für die Gesellschafter Heinz Gries und Andreas Land[48][18]
- Bester Arbeitgeber Award in der Lebensmittelindustrie (2013)[49]
- Deutscher Verpackungspreis (2014)[50]
- Bundesehrenpreis des Bundesministeriums für Ernährung und Landwirtschaft (2015 zum sechsten Mal)[51]
- Attraktiver Arbeitgeber Rheinland-Pfalz 2017, Preis des rheinland-pfälzischen Wirtschaftsministeriums[52]
- DLG-Preis für langjährige Produktqualität durch die Deutsche Landwirtschafts-Gesellschaft (2018 die 30. Medaille dieser Art)[53][54]